# Episodi di 24 (ottava stagione)
L'ottava e ultima stagione della serie televisiva 24 è stata trasmessa in prima visione negli Stati Uniti d'America da Fox dal 17 gennaio al 24 maggio 2010.
In Italia è stata trasmessa in prima visione satellitare da FX dal 3 settembre al 3 dicembre 2010, mentre in chiaro è stata trasmessa da Rete 4 dall'11 giugno 2011.
| nº | Titolo originale      | Titolo italiano        | Prima TV USA     | Prima TV Italia   |
| -- | --------------------- | ---------------------- | ---------------- | ----------------- |
| 1  | 4:00 p.m.-5:00 p.m.   | Dalle 16:00 alle 17:00 | 17 gennaio 2010  | 3 settembre 2010  |
| 2  | 5:00 p.m.-6:00 p.m.   | Dalle 17:00 alle 18:00 | 17 gennaio 2010  | 10 settembre 2010 |
| 3  | 6:00 p.m.-7:00 p.m.   | Dalle 18:00 alle 19:00 | 18 gennaio 2010  | 17 settembre 2010 |
| 4  | 7:00 p.m.-8:00 p.m.   | Dalle 19:00 alle 20:00 | 18 gennaio 2010  | 24 settembre 2010 |
| 5  | 8:00 p.m.-9:00 p.m.   | Dalle 20:00 alle 21:00 | 25 gennaio 2010  | 1º ottobre 2010   |
| 6  | 9:00 p.m.-10:00 p.m.  | Dalle 21:00 alle 22:00 | 1º febbraio 2010 | 1º ottobre 2010   |
| 7  | 10:00 p.m.-11:00 p.m. | Dalle 22:00 alle 23:00 | 8 febbraio 2010  | 8 ottobre 2010    |
| 8  | 11:00 p.m.-12:00 a.m. | Dalle 23:00 alle 24:00 | 15 febbraio 2010 | 8 ottobre 2010    |
| 9  | 12:00 a.m.-1:00 a.m.  | Dalle 24:00 alle 1:00  | 22 febbraio 2010 | 15 ottobre 2010   |
| 10 | 1:00 a.m.-2:00 a.m.   | Dalle 1:00 alle 2:00   | 1º marzo 2010    | 15 ottobre 2010   |
| 11 | 2:00 a.m.-3:00 a.m.   | Dalle 2:00 alle 3:00   | 8 marzo 2010     | 22 ottobre 2010   |
| 12 | 3:00 a.m.-4.00 a.m.   | Dalle 3:00 alle 4:00   | 15 marzo 2010    | 22 ottobre 2010   |
| 13 | 4:00 a.m.-5:00 a.m.   | Dalle 4:00 alle 5:00   | 22 marzo 2010    | 29 ottobre 2010   |
| 14 | 5:00 a.m.-6:00 a.m.   | Dalle 5:00 alle 6:00   | 29 marzo 2010    | 29 ottobre 2010   |
| 15 | 6:00 a.m.-7:00 a.m.   | Dalle 6:00 alle 7:00   | 5 aprile 2010    | 5 novembre 2010   |
| 16 | 7:00 a.m.-8:00 a.m.   | Dalle 7:00 alle 8:00   | 5 aprile 2010    | 5 novembre 2010   |
| 17 | 8:00 a.m.-9:00 a.m.   | Dalle 8:00 alle 9:00   | 12 aprile 2010   | 12 novembre 2010  |
| 18 | 9:00 a.m.-10:00 a.m.  | Dalle 9:00 alle 10:00  | 19 aprile 2010   | 12 novembre 2010  |
| 19 | 10:00 a.m.-11:00 a.m. | Dalle 10:00 alle 11:00 | 26 aprile 2010   | 19 novembre 2010  |
| 20 | 11:00 a.m.-12:00 p.m. | Dalle 11:00 alle 12:00 | 3 maggio 2010    | 19 novembre 2010  |
| 21 | 12:00 p.m.-1:00 p.m.  | Dalle 12:00 alle 13:00 | 10 maggio 2010   | 26 novembre 2010  |
| 22 | 1:00 p.m.-2:00 p.m.   | Dalle 13:00 alle 14:00 | 17 maggio 2010   | 26 novembre 2010  |
| 23 | 2:00 p.m.-3:00 p.m.   | Dalle 14:00 alle 15:00 | 24 maggio 2010   | 3 dicembre 2010   |
| 24 | 3:00 p.m.-4:00 p.m.   | Dalle 15:00 alle 16:00 | 24 maggio 2010   | 3 dicembre 2010   |